# Balance (album d'Armin van Buuren)
Pour les articles homonymes, voir Balance.
Albums de Armin van Buuren
Embrace
(2015) A State Of Trance Forever
(2021)
Singles
1. I Need You
Sortie : 6 janvier 2017
2. Sunny Days
Sortie : 16 juin 2017
3. Sex, Love & Water
Sortie : 2 février 2018yhfgf
4. Therapyihtfhg
Sortie : 20 avril 2018
5. Wild Wild Son
Sortie : 12 octobre 2018
6. Lonely for You
Sortie : 15 février 2019
7. Show Me Love
Sortie : 1er mars 2019
8. Turn It Up
Sortie : 15 mars 2019
9. Don't Give Up on Me
Sortie : 29 mars 2019
10. La résistance de l'amour
Sortie : 12 avril 2019
11. Phone Down
Sortie : 19 avril 2019
12. Revolution
Sortie : 7 juin 2019

Balance est le septième album studio du disc jockey et producteur de musique néerlandais Armin van Buuren, sorti le 25 octobre 2019,. 
Succédant ainsi à Embrace (2015), il se classe notamment numéro 1 au UK Dance Chart et numéro 3 dans la catégorie Dance/Electronic Albums de Billboard. Aux Pays-Bas, la NIPV certifie l'album or avec plus de 20 000 ventes.

## Liste des pistes
| Côté 1 | Côté 1                                                         | Côté 1                                                     | Côté 1 | Côté 1 | Côté 1 | Côté 1 | Côté 1 | Côté 1 | Côté 1 |
| No     | Titre                                                          | Producteur(s)                                              | Durée  |        |        |        |        |        |        |
| ------ | -------------------------------------------------------------- | ---------------------------------------------------------- | ------ | ------ | ------ | ------ | ------ | ------ | ------ |
| 1.     | Sucker for Love (with Avalan)                                  | - Armin van Buuren - Avalan - de Goeij - Hoogwerf          | 2:56   |        |        |        |        |        |        |
| 2.     | Something Real (with Avian Grays featuring Jordan Shaw)        | - Armin van Buuren - Avian Grays                           | 2:59   |        |        |        |        |        |        |
| 3.     | Wild Wild Son (featuring Sam Martin)                           | - Armin van Buuren - de Goeij                              | 3:33   |        |        |        |        |        |        |
| 4.     | Phone Down (with Garibay featuring Justin Stein)               | - Armin van Buuren - de Goeij - Garibay                    | 3:12   |        |        |        |        |        |        |
| 5.     | Blah Blah Blah                                                 | Armin van Buuren                                           | 3:03   |        |        |        |        |        |        |
| 6.     | Sunny Days (featuring Josh Cumbee)                             | - Armin van Buuren - Toby Gad - AFSHeeN - Cumbee           | 3:30   |        |        |        |        |        |        |
| 7.     | Runaway (featuring Candace Sosa)                               | - Armin van Buuren - de Goeij                              | 3:57   |        |        |        |        |        |        |
| 8.     | It Could Be (vs. Inner City)                                   | - Armin van Buuren - Saunderson - Svensson-Blixt           | 2:37   |        |        |        |        |        |        |
| 9.     | Unlove You (featuring Ne-Yo)                                   | - Armin van Buuren - de Goeij - Wilson - Person            | 2:30   |        |        |        |        |        |        |
| 10.    | Therapy (featuring James Newman)                               | - Armin van Buuren - de Goeij                              | 3:06   |        |        |        |        |        |        |
| 11.    | Waking Up with You (featuring David Hodges)                    | Armin van Buuren                                           | 2:59   |        |        |        |        |        |        |
| 12.    | Sex, Love & Water (featuring Conrad Sewell)                    | - Armin van Buuren - Lopez - Storch                        | 3:17   |        |        |        |        |        |        |
| 13.    | Don't Give Up on Me (with Lucas & Steve featuring Josh Cumbee) | - Armin van Buuren - Lucas & Steve                         | 3:05   |        |        |        |        |        |        |
| 14.    | Don't Let Me Go (featuring Matluck)                            | - Armin van Buuren - de Goeij - Schutrups - Bakker - Draak | 3:15   |        |        |        |        |        |        |
| 43:59  |                                                                |                                                            |        |        |        |        |        |        |        |

| Côté 2 | Côté 2                                                     | Côté 2                                           | Côté 2 | Côté 2 | Côté 2 | Côté 2 | Côté 2 | Côté 2 | Côté 2 |
| No     | Titre                                                      | Producer(s)                                      | Durée  |        |        |        |        |        |        |
| ------ | ---------------------------------------------------------- | ------------------------------------------------ | ------ | ------ | ------ | ------ | ------ | ------ | ------ |
| 15.    | La résistance de l'amour (vs. Shapov)                      | - Armin van Buuren - Shapov                      | 3:31   |        |        |        |        |        |        |
| 16.    | Million Voices                                             | - Armin van Buuren - de Goeij                    | 3:07   |        |        |        |        |        |        |
| 17.    | Show Me Love (vs. Above and Beyond)                        | - Armin van Buuren - de Goeij - Above and Beyond | 3:31   |        |        |        |        |        |        |
| 18.    | Song I Sing (featuring HALIENE)                            | - Armin van Buuren - de Goeij                    | 4:22   |        |        |        |        |        |        |
| 19.    | High on Your Love (with Rudimental featuring James Newman) | - Armin van Buuren - de Goeij                    | 3:08   |        |        |        |        |        |        |
| 20.    | I Need You (with Garibay featuring Olaf Blackwood)         | - Armin van Buuren - Garibay                     | 3:26   |        |        |        |        |        |        |
| 21.    | Lonely for You (featuring Bonnie McKee)                    | - Armin van Buuren - de Goeij                    | 3:13   |        |        |        |        |        |        |
| 22.    | Always (with BT featuring Nation of One)                   | - Armin van Buuren - BT - de Goeij               | 3:39   |        |        |        |        |        |        |
| 23.    | Turn It Up                                                 | Armin van Buuren                                 | 2:52   |        |        |        |        |        |        |
| 24.    | Mr. Navigator (vs. Tempo Giusto)                           | - Armin van Buuren - Tempo Giusto                | 2:32   |        |        |        |        |        |        |
| 25.    | Revolution (with Luke Bond featuring KARRA)                | - Armin van Buuren - Luke Bond                   | 3:16   |        |        |        |        |        |        |
| 26.    | All Comes Down (featuring Cimo Frankel)                    | - Armin van Buuren - de Goeij                    | 3:17   |        |        |        |        |        |        |
| 27.    | Miles Away (featuring Sam Martin)                          | - Armin van Buuren - de Goeij                    | 3:46   |        |        |        |        |        |        |
| 28.    | Stickup                                                    | - Armin van Buuren - de Goeij                    | 2:49   |        |        |        |        |        |        |
| 46:29  |                                                            |                                                  |        |        |        |        |        |        |        |